# Aleksander III. Ruski
Aleksander III. Ruski oziroma Aleksander Aleksandrovič (rusko Александр Александрович), ruski car, * 10. marec (26. februar, ruski koledar) 1845, Sankt Peterburg, † 1. november (20. oktober) 1894, Levadija na Krimu.
Aleksander III. je bil ruski car od leta 1881. Pri svojem vladanju se je opiral na neomejeno carsko moč, rusko pravoslavno cerkev in vero ruskega naroda v carja in Boga. Ustavil je vse napredne reforme svojega očeta in z represijo iztrebil terorizem. Rusijo bi želel spremeniti v državo enega naroda, ene vere in enega jezika. Vodil je umirjeno zunanjo politiko. Kljub izrazito konservativni in policijsko nadzorovani državi sta v Rusijo prodrla zahodnoevropska tehnologija, industrija in kapitalizem.

## Mladost in čas do prevzema oblasti
Aleksander III. kot drugi sin carja Aleksandra II. in njegove soproge Marije (po rojstvu princese von Hessen-Darmstadt) ni bil predviden za prestolonaslednika in je bil zato deležen le poprečne vzgoje carskih otrok, ki je vsebovala osnovno in nadaljevalno šolo, jezike in pri fantih še vojaško vzgojo. Šele po smrti starejšega brata Nikolaja (1865) ga je o načelih prava in državne uprave začel poučevati Konstantin Petrovič Pobedonoscev, zelo izobražen jurist in politični filozof, ki pa je bil poln sovraštva do evropske vzgoje in parlamentarizma in je svoja prepričanja prenesel tudi na učenca. Aleksander III. je tako svojo nalogo vladanja razumel kot ohranjanje od Boga dane mu oblasti, pravoslavja in ruskih narodnostnih vrednot. Tega vodila se je držal ves čas svojega vladanja, iskreno, pošteno in dosledno. Po bratovi smrti se je (tudi na njegovo željo) poročil z njegovo zaročenko, dansko princeso Dagmar (hčerko danskega kralja Kristijana IX.), in imel z njo srečen zakon.
Z nezaupanjem je gledal na očetovo naklonjenost do Nemcev. Sprva je bil naklonjen slovanofilstvu, po izkušnjah v rusko-turški vojni, ko je edinokrat poveljeval delu ruske vojske, in po razočaranju ob berlinskem miru (1878) pa se je prepričal, da je za Rusijo najbolje, da se zanaša na krepitev svoje vojske in mornarice.

## Obračun s teroristi
Teden dni po uboju očeta  je Aleksander III. dobil od izvršnega odbora Ljudske volje (tajne organizacije, ki je izvedla atentat na Aleksandra II.) pisno ponudbo, v kateri mu ponujajo mir v zameno za amnestijo za vse politične zapornike in za svobodne volitve v predstavniško državno ureditev. V pismu so mu jasno predočili dva možna scenarija nadaljnjega razvoja dogodkov: pot družbenih reform in pot revolucije, ki je doslej v silovitosti naraščala in bo tako še naprej. Čeprav so carju Lev Nikolajevič Tolstoj, Vladimir Sergejevič Solovjov in drugi razumniki predlagali, naj sprejme pot sprave, je bil Aleksander III. prepričan, da se s parlamentarizmom in liberalizmom zahodne Evrope ni mogoče boriti proti terorizmu. Odločil se je za represijo. Njegovi ljudje so najprej polovili očetove morilce, potem pristaše izvršnega odbora Ljudske volje, tako da je na svobodi ostala le še Vera Nikolajevna Figner (Filippova), potomka najstarejšega ruskega plemstva. Javnost je bila na strani teroristov.
Teroristi so še nekaj časa nadaljevali z atentati. Car je v strahu stalno spreminjal bivališče. Takoj po nastopu je imenoval brata Vladimirja za regenta svojemu sinu Nikolaju. Ko pa je leta 1882 prišel na položaj notranjega ministra oster in sposoben grof Dimitrij Andrejevič Tolstoj, je v kratkem času razbil tajne organizacije. Leta 1883 so ujeli tudi Vero Figner in 1886 je bilo konec Ljudske volje (Vera Figner, lepa, inteligentna, izobražena, je v zaporu dočakala padec carizma). Teroristi so bili razočarani nad ljudstvom, po uboju Aleksandra II. so pričakovali ljudsko vstajo.

## Notranja politika
Aleksander III. je sprva nameraval nadaljevati očetove reforme, ki jih je sprejel kot njegov testament. Tako je mislila tudi večina ministrov. Vendar je s svojim vplivom na carja prevladal  Konstantin Pobjedonoscev, ki je zahteval ravno nasprotno. Nobena reforma se ni nadaljevala, odpuščeni so bili ministri, ki so pri njih sodelovali. Ni bilo prostora za svobodo izražanja. Tuje ideje so veljale za škodljive, dostopne le intelektualni eliti. Okrepljena je bila centralna oblast in vpliv uradne Cerkve.
Pravosodje je prišlo pod politični nadzor, porotno sodstvo je bilo omejeno.  Šolski programi so bili spremenjeni, usmerjeni v vzgajanje k pokorščini carju, uradni cerkvi in ruski tradiciji. Univerze so izgubile avtonomijo, mnogi profesorji so bili odpuščeni ali pa prisiljeni k odpovedi. Študentje so prišli pod nadzor politične policije, okrepljena je bila cenzura. Pravoslavna cerkev je imela vse večji vpliv na kulturno življenje, ustanovljene so bile cerkvene šole, v katerih je program šolanja določala pravoslavna cerkev.
Lokalna samouprava je bila postavljena pod nadzor zemskih načelnikov, ki jih je iz plemiških krogov imenovala oblast; mnogi so v tem videli povratek h kmečki odvisnosti. Okrepljen je bil stanovski princip, vse večja vloga plemstva v državnih službah.
V deželah neruskih narodov (Poljaki, Finci, Švedi, Nemci) je bila odpravljena uporaba domačih jezikov v uradih in šolah, v šolah se je poučevalo samo v ruščini, odpravljene so bile domače institucije. Ukinjena je bila avtonomija Finske.
Rusija je bila v letih 1881–1882 na robu splošne vstaje. Napetosti so se sproščale v pogromih na jude (morda celo na vzpodbudo policije). Judje so imeli v Rusiji omejene pravice, smeli bi se naseljevati le na določenih območjih, a tega niso spoštovali,  s podkupovanjem so se lahko naselili kjerkoli. Ustvaril se je vtis, da judje izkoriščajo kmete in reveže in da je temu treba narediti konec. Rezultat je bil povečan antisemitizem.
Ne glede na politične razmere pa je v Rusijo prodirala evropska tehnologija in kapitalizem.
Rusija se je industrijsko hitro razvijala. Začeli so graditi transsibirsko železnico, katere pokrovitelj je bil carjevič Nikolaj. Z industrijo se je širil delavski razred, ki je živel v zelo slabih razmerah. Poskusi države, da bi z nekaj delavskimi zakoni zboljšala položaj delavcev, niso bili zadostni.

## Zunanja politika
Aleksandru III. je treba priznati, da je bila njegova zunanja politika izredno umirjena. Prav gotovo je dojel zelo omejene materialne in duhovne možnosti svoje države in se zavedal, da bi vsak pretres lahko peljal v katastrofo.
V Srednji Aziji je sledil tradicionalni  politiki postopne širitve ruskega vpliva, pri tem pa je moral skrbno paziti, da ni prišel v konflikt z interesi Velike Britanije.
Posebna pozornost je posvečal Bolgariji, kjer je bil ruski kapital zelo prisoten. Na Balkanu se je že nakazoval spopad rusko-avstrijskih interesov. Dokler je v Bolgariji vladal knez Aleksander I. Bolgarski, nečak Aleksandra II., je bilo stanje na Balkanu uravnoteženo. Ko pa se je ta leta 1886 odpovedal položaju in je na prestol bolgarskega kneza prišel Ferdinand I. Bolgarski, odkrit avstrofil, in se je tudi Srbija vse bolj obračala k Avstro-Ogrski, je Rusiji ostala na Balkanu zvesta le še Črna gora.
Čeprav Aleskander III. ni bil naklonjen Nemcem, se je izogibal odkritemu sporu z njimi. Leta 1887, potem ko zveza treh cesarjev iz leta 1772 zaradi napetosti med Avstro-Ogrsko in Rusijo na Balkanu ni bila obnovljena, sta z nemškim kanclerjem Bismarckom sklenila tajni sporazum o nevtralnosti. Ko pa je mladi nemški cesar Viljem II. (ki ga je Aleksander III. odkrito mrzil) Bismarcka odstavil in leta 1890 z Rusijo ni obnovil sporazuma o nevtralnosti, je Rusom kot zaveznica ostala na razpolago edino Francija, ki pa je Aleksander III. tudi ni maral, ker je menil, da je gojišče revolucij. Francija je dala Rusiji nekaj velikih posojil, ki jih je Rusija uporabila za razvoj industrije in krepitev vojske. Leta 1892 je Aleksander III. sklenil s Francozi tudi vojaško zvezo.
V teh zapletenih razmerah, ko je bila Rusija mednarodno precej osamljena, je Aleksander III. umrl. Nasledil ga je sin Nikolaj II.

## Družina
Aleksander III. in njegova žena, danska princesa Dagmar (1847–1928), pravoslavno Marija Fjodorovna, sta imela 6 otrok:
- Nikolaj II. (1868–1918), ruski car ∞ Alix von Hessen und bei Rhein, rusko Aleksandra Fjodorovna
- Aleksander (1869–1870)
- Jurij (1871–1899), veliki knez
- Ksenja (1875–1960), velika kneginja ∞ veliki knez Aleksander Mihajlovič Romanov
- Mihael (1878–1918), veliki knez ∞ Natalija Sergejevna Wulffert
- Olga (1882–1960) velika kneginja ∞ (prvič) Peter Friedrich Georg, vojvoda Oldenburški, (drugič) Nikolaj Aleksandrovič Kulikovski.